# Lasowice Wielkie (Opole)
Pour les articles homonymes, voir Lasowice Wielkie.
Lasowice Wielkie est une localité polonaise siège de la gmina du même nom, située dans le powiat de Kluczbork en voïvodie d'Opole.

## Histoire
De 1742 à 1945, Groß Lassowitz fait partie de l'arrondissement de Rosenberg-en-Haute-Silésie dans le district d'Oppeln au sein de la province de Silésie.